# Le Royaume des couleurs
Le Royaume des couleurs (夢のクレヨン王国, Yume no Crayon Oukoku) est un manga et une série d'animation d'origine japonaise en 70 épisodes diffusée du 7 septembre 1997 au 31 janvier 1999 sur TV Asahi et TV Tokyo, doublée en français, italien, chinois et coréen.
La série est une adaptation de Crayon Oukoku, une série de livres pour enfants écrit par Reizo Fukunaga, parue au Japon à partir de 1964 et publiée chez Kodansha.
En France, elle a été diffusée à partir du 22 octobre 2005 sur Canal J, puis rediffusée sur TiJi à partir de 2006.

## Synopsis
Le Roi Lumière et son épouse la Reine Opale règnent sur le Royaume des couleurs. Leur fille, la princesse Diamant, est une jolie jeune fille de 12 ans possédant malheureusement 12 défauts. Le jour de son anniversaire, un jeune garçon inconnu s'attaque aux souverains et les change en pierre pour se venger du mauvais caractère de Diamant. À moins de devenir aussi vertueuse que la Reine Constance, connue pour son courage et pour avoir combattu le Roi des Ombres, Le Roi et la Reine resteront changés en pierre. La princesse Diamant décide alors de partir à la recherche de ce jeune sorcier pour libérer ses parents de la malédiction. Durant son voyage, elle sera accompagnée de nombreux amis comme Patachon et Nicorico, et face aux épreuves elle abandonnera ses défauts.

## Personnages
- Princesse Diamant
- Nicorico
- Patachon
- Le roi des ombres
- Prince Teo
- Roi lumière
- Reine Opale
- Les douze ministres
- Le ministre caméléon
- Drolatic et Musatack (les anges [saison 2])
- Mina
- Batavia
- Jojo le Poireau
- Mamie Prunette
- Poil de carotte
- Sésamine
- Rambambou
- Bebergine
- Pate à Soja
- Radiline
- Brin d'épi
- Scaroline
- Tomamate
- Roi Hamburger
- Roi Boule de Riz
- Prince Miam
- Princesse salade
- Diamant Express (saison 2)
- Horloge (saison 2)

## Distribution

### Voix originales
- Yuka Tokumitsu: Princesse Silver (Princesse Diamant)
- Osamu Sakata: Araessa (Nicorico)
- Junko Takeuchi: Stonston (Patachon)
- Nanaho Katsuragi: Cloud (Prince Théo)
- Kenji Nomura: Premier Ministre Caméléon
- Ken Yamaguchi: Shinigami (Le roi des Ombres)
- Yukiko Hanioka: Punya (Mina)
- Yuki Matsuoka: Shakachikku (Drôlatick)
- Nami Miyahara: Yukkutakku (Musatack)
- Yūta Mochidzuki: Tomorokovski (Bradépis)
- Ginzo Matsuo: Tofumon (Pâte à Soja)
- Yayoi Nakazawa: Umekero (Mamie Prunette)
- Chihiro Sakurai: Tomatomato (Tomamate)
- Miwa Matsumoto: Ninjippi (Poil de Carotte)
- Yoji Ietomi: Sososonasu (Bebergine)
- Megumi Takamura: Cyabetta (Scaroline)
- Kōki Miyata: Negikku (Jojo le Poireau)
- Yoshihiko Akaida: Novilger (Rambambou)
- Hiroko Konishi: Horesore (Batavia)
- Rumi Shishido: Gomata (Sésamine)
- Yuri: Renkopotchi (Radiline)

### Voix françaises
- Sabrina Leurquin : Princesse Diamant
- Philippe Bellay : Nicorico
- Hervé Caradec : Patachon
- Susan Sindberg : Prince Théo, Musatack, Batavia, Poil de Carotte, Mamie Prunette, voix additionnelles
- Michel Tugot-Doris : le Premier Ministre Caméléon
- Vincent Violette : le roi des Ombres, Pâte à Soja, voix additionnelles
- Vincent de Boüard : le roi Lumière, Brin d'épis, Jojo le Poireau, voix additionnelles
- Isabelle Langlois : Scaroline, Sésamine, Drôlatick, Reine Opale, voix additionnelles
- Yann Pichon : Mr. Horaire, voix additionnelles
- Nathalie Bleynie : Tomamate, Radiline, Mina, voix additionnelles
- Bernard Demory : Bebergine, voix additionnelles
- Philippe Bozo : voix additionnelles
- Viviane Lucas : Reine Constance, Sirop, Sorcière, Maître d'armes, voix additionnelles
- Version française
  - Studio de doublage : Chinkel
  - Direction artistique : Bernard Demory (dialogues), Claude Lombard (chansons)
  - Adaptation : Emmanuel Pettini, Hélène Castets

## Épisodes
- Prélude
- Le Voyage en Septembre (3 parties)
- Le Voyage en Octobre (4 parties)
- Le Voyage en Novembre (4 parties)
- Le Voyage en Décembre (4 parties)
- Le Voyage en Janvier (3 parties)
- Le Voyage en Février (4 parties)
- Le Voyage en Mars (5 parties)
- Le Voyage en Avril (4 parties)
- Le Voyage en Mai (5 parties)
- Le Voyage en Juin (4 parties)
- Le Voyage en Juillet (4 parties)
- Le Voyage en Août (4 parties)
- Une vie de princesse
- Le voyage en Treizembre (3 parties)
- Le voyage en Quatorzembre (4 parties)
- Le Voyage en Quinzembre (4 parties)
- Le Voyage en Seizembre (4 parties)
- Le Voyage en Dixsetembre (4 parties)
- Merci à tous !